# Comune distrettuale di Vilkaviškis
Il comune distrettuale di Vilkaviškis è uno dei 60 comuni della Lituania, situato nella regione della Sudovia.